# Близансько
Близансько (мак. Близанско) — село у Північній Македонії, входить до складу общини Македонський Брод Південно-Західного регіону.
Населення — 37 осіб (перепис 2002), за етнічним складом — 36 македонців та 1 серб.